# João Marinho Neto
João Marinho Neto (5 de octube de 1912 en Maranguape, Brasil) es un supercentenario brasileño que ha sido verificado como el hombre más anciano del mundo, desde la muerte del británico John Tinniswood el 25 de noviembre de 2024. 
Asimismo, es el último hombre en morir nacido en 1912.

## Biografía
João Marinho Neto nació en Maranguape, Ceará, el 5 de octubre de 1912 en una familia de agricultores. Estando en su infancia, su familia se trasladó a Apuiarés. 
Marinho Neto estuvo casado con Josefa Albano dos Santos (1920-1994), con quien tuvo cuatro hijos: Antônio, José, Fátima y Vanda   (fallecida).
Su esposa heredó tierras en la Fazenda Massapê (traducido al español), donde cultivaba maíz y frijoles. También criaba ganado.  Posteriormente, tuvo tres hijos más, Vinícius, Jarbas y Conceiçao, con Antonia Rodrigues Moura. 
A noviembre de 2024, Marinho Neto tiene seis hijos vivos, 22 nietos, 25 bisnietos y tres tataranietos.